# Robert Gadocha
Robert Gadocha (* 10. Januar 1946 in Krakau; genannt Piłat) ist ein ehemaliger polnischer Fußballspieler.
Er galt als dribbelstarker Linksaußen, der für Polen 62 Länderspiele bestritt und dabei 16 Tore erzielte.

## Erfolge
- Olympiasieger: 1972
- Weltmeisterschaftsdritter 1974
- Polnischer Meister: 1968/69, 1969/70
- Polnischer Pokalsieger: 1972/73
- Französischer Meister: 1976/77